# Liga de las Américas 2018
La Liga de las Américas 2018, por razones de patrocinio DirecTV Liga de las Américas 2018, fue la undécima edición del certamen continental más importante a nivel de clubes en América. Organizado por FIBA Américas, el campeón disputará contra el campeón de la Liga de Campeones de Baloncesto la Copa Intercontinental.
Comenzó el 19 de enero con uno de los cuatro grupos de la primera fase y finalizó el 25 de marzo con la final del campeonato.

## Modo de disputa
El torneo estuvo dividido en tres etapas, la etapa preliminar, donde participaron todos los equipos, las semifinales, donde participaron ocho equipos clasificados mediante la anterior etapa, y el cuadrangular final, donde participaron cuatro equipos clasificados de la anterior etapa.
Ronda preliminar
Los dieciséis participantes se dividieron en cuatro grupos de cuatro equipos cada uno, que disputaron en sedes designadas encuentros contra los rivales de su grupo. Los dos mejores equipos de cada grupo avanzaron de fase. Se otorgaron dos puntos por partido ganado y un punto por derrota, y para empate entre dos o más equipos se usó el "sistema olímpico", que consiste en tener en cuenta los resultados entre los equipos empatados, siendo favorable al equipo que resultó con mejor récord.
- Grupo A: 19, 20 y 21 de enero, en Monterrey, México.
- Grupo B: 26, 27 y 28 de enero, en Talca, Chile.
- Grupo C: 2, 3 y 4 de febrero, en Corrientes, Argentina.
- Grupo D: 9, 10 y 11 de febrero, en Bauru, Brasil.

Semifinales
Con formato similar a la fase previa, los ocho equipos clasificados de la ronda preliminar se dividieron en dos grupos de cuatro equipos cada uno, también en sedes designadas. Se utilizó la misma reglamentación que en la fase previa. Avanzaron dos equipos por grupo.
- Grupo E: 2, 3 y 4 de marzo, en Buenos Aires, Argentina.
- Grupo F: 9, 10 y 11 de marzo, en Corrientes, Argentina.

Ronda final
Los cuatro equipos clasificados se emparejaron de manera tal que el primero de cada grupo se enfrentó al segundo del otro. Los ganadores avanzaron a la final por el título mientras que los perdedores definieron el tercer puesto.
- 24 y 25 de marzo, en Buenos Aires, Argentina.

## Equipos participantes
Marinos de Anzoátegui de Venezuela, que había logrado un cupo como subcampeón de la LPB, fue excluido del torneo por la FIBA debido a los problemas económicos que atraviesa. Guaiqueríes de Margarita, que iba a ser su sustituto, tampoco recibió el aval del ente para reemplazarlo.

### Plazas
| FIBA Américas: - Argentina: 1 cupo. - Venezuela: 1 cupo. | Zona Norte: - El Salvador: 1 cupo. - México: 2 cupos. - Panamá: 1 cupo. - Puerto Rico: 1 cupo + 1 invitado. | Zona Sur: - Argentina: 2 cupos + 1 invitado. - Brasil: 2 cupos + 1 invitado. - Chile: 1 cupo. - Uruguay: 1 cupo. |

### Equipos
Fuente: Web oficial (enlace roto disponible en Internet Archive; véase el historial, la primera versión y la última).
| País                            | Equipo                                                      | Vía de clasificación |
| ------------------------------- | ----------------------------------------------------------- | --- |
| FIBA Américas 2 cupos           | Guaros de Lara Estudiantes Concordia                        | Campeón de la Liga de las Américas 2017. Subcampeón en la LSC 2017.                                                             |
| Argentina 2 cupos + 1 invitado  | San Lorenzo (BA) Regatas Corrientes Ferro Carril Oeste (BA) | Campeón de la conferencia sur de la LNB 2016-17. Campeón de la conferencia norte de la LNB 2016-17. Invitado por FIBA Américas. |
| Brasil 2 cupos + 1 invitado     | Bauru CA Paulistano Mogi das Cruzes                         | Campeón del NBB 2016-17. Subcampeón del NBB 2016-17. Invitado por FIBA Américas.                                                |
| Chile 1 cupo                    | Español de Talca                                            | Campeón de la LNB 2016-17. |
| El Salvador 1 cupo              | San Salvador BC                                             | En representación de Santa Tecla (Subcampeón del Campeonato Centroamericano de Clubes).                                         |
| México 2 cupos                  | Fuerza Regia de Monterrey Soles de Mexicali                 | Campeón de la LNBP 2016-17. Subcampeón de la LNBP 2016-17.                                                                      |
| Panamá 1 cupo                   | Correcaminos de Colón                                       | Campeón de la LPB 2017. |
| Puerto Rico 1 cupo + 1 invitado | Capitanes de Arecibo Leones de Ponce                        | Subcampeón del BSN 2017. Invitado por FIBA Américas.                                                                            |
| Uruguay 1 cupo                  | Hebraica y Macabi                                           | Campeón de la LUB 2016-17. |

Notas
1. ↑  Estudiantes Concordia de Argentina clasificó a la LdA 2018 al haber perdido la final de la LSC 2017 ante un equipo ya clasificado a la LdA 2018 (Guaros de Lara de Venezuela).[5]
2. 1 2  Ferro Carril Oeste y Mogi das Cruzes ingresan al cuadro, para reemplazar a un par de equipos venezolanos que están atravesando problemas económicos.[6]

## Ronda preliminar

### Grupos
| Grupo A                   | Grupo B          | Grupo C               | Grupo D               |
| ------------------------- | ---------------- | --------------------- | --------------------- |
| Capitanes de Arecibo      | Español de Talca | Estudiantes Concordia | Bauru                 |
| Ferro Carril Oeste        | Mogi das Cruzes  | Hebraica y Macabi     | Correcaminos de Colón |
| Fuerza Regia de Monterrey | Paulistano       | Leones de Ponce       | Guaros de Lara        |
| Soles de Mexicali         | San Lorenzo      | Regatas Corrientes    | San Salvador BC       |

#### Grupo A
| Pos. | Equipo                    | Pts | PJ | PG | PP | PF  | PC  | Dif |
| ---- | ------------------------- | --- | -- | -- | -- | --- | --- | --- |
| 1.   | Ferro Carril Oeste        | 6   | 3  | 3  | 0  | 265 | 228 | 37  |
| 2.   | Fuerza Regia de Monterrey | 5   | 3  | 2  | 1  | 236 | 236 | 0   |
| 3.   | Soles de Mexicali         | 4   | 3  | 1  | 2  | 265 | 259 | 6   |
| 4.   | Capitanes de Arecibo      | 3   | 3  | 0  | 3  | 241 | 284 | -43 |

|  | Clasificado a la siguiente fase del torneo. |

Los horarios correspondieron al huso horario de Monterrey, UTC –6:00.
| 19 de enero, 18:00 | Ferro Carril Oeste                                                    | 79–77                | Soles de Mexicali                                                 | Monterrey, México                                                                         |  |
|                    | Parciales: 20-14, 17-19, 25-22, 17-22                                 |                      |                                                                   |                                                                                           |  |
|                    | Estadísticas Dijon Thompson (18) Dijon Thompson (8) Franco Balbi (11) | Reporte Pts Reb Asts | Estadísticas Aarón Valdés (15) Eugene Phelps (11) Joseph Soto (5) | Pabellón: Gimnasio Nuevo León Unido Árbitros: Michael Weiland Felipe Ibarra Andreia Silva |  |

| 19 de enero, 20:15 | Fuerza Regia de Monterrey                                        | 79–67                | Capitanes de Arecibo                                                 | Monterrey, México                                                                     |  |
|                    | Parciales: 24-15, 22-12, 11-16, 22-24                            |                      |                                                                      |                                                                                       |  |
|                    | Estadísticas Jordan Glynn (18) Andrew Panko (7) Andrew Panko (4) | Reporte Pts Reb Asts | Estadísticas Jezreel De Jesús (25) Damion James (8) Damion James (3) | Pabellón: Gimnasio Nuevo León Unido Árbitros: Marcos Benito Julio Anaya Daniel García |  |

| 20 de enero, 18:00 | Capitanes de Arecibo                                                   | 79–101               | Ferro Carril Oeste                                                  | Monterrey, México                                                                       |  |
|                    | Parciales: 18-30, 27-27, 19-23, 15-21                                  |                      |                                                                     |                                                                                         |  |
|                    | Estadísticas Ricky Sánchez (17) Ricky Sánchez (6) Jezreel De Jesús (5) | Reporte Pts Reb Asts | Estadísticas Aaron Harper (22) Kevin Hernández (7) Franco Balbi (7) | Pabellón: Gimnasio Nuevo León Unido Árbitros: Michael Weiland Julio Anaya Daniel García |  |

| 20 de enero, 20:15 | Soles de Mexicali                                                       | 84–85                | Fuerza Regia de Monterrey                                          | Monterrey, México                                                                       |  |
|                    | Parciales: 23-9, 16-24, 24-20, 14-24 (T.E.: 7-8)                        |                      |                                                                    |                                                                                         |  |
|                    | Estadísticas Joseph Soto (21) Johnathan Flowers (8) Orlando Méndez (10) | Reporte Pts Reb Asts | Estadísticas Denis Clemente (32) Jordan Glynn (9) Juan Toscano (3) | Pabellón: Gimnasio Nuevo León Unido Árbitros: Marcos Benito Felipe Ibarra Andreia Silva |  |

| 21 de enero, 16:00 | Capitanes de Arecibo                                                      | 95–104               | Soles de Mexicali                                                 | Monterrey, México                                                                     |  |
|                    | Parciales: 14-32, 27-20, 33-29, 21-23                                     |                      |                                                                   |                                                                                       |  |
|                    | Estadísticas Jezreel De Jesús (23) Jezreel De Jesús (7) Ricky Sánchez (9) | Reporte Pts Reb Asts | Estadísticas Kohl Meyer (21) Aarón Valdés (8) Orlando Méndez (10) | Pabellón: Gimnasio Nuevo León Unido Árbitros: Marcos Benito Julio Anaya Felipe Ibarra |  |

| 21 de enero, 18:15 | Fuerza Regia de Monterrey                                           | 72–85                | Ferro Carril Oeste                                                    | Monterrey, México                                                                         |  |
|                    | Parciales: 20-28, 11-22, 18-15, 23-20                               |                      |                                                                       |                                                                                           |  |
|                    | Estadísticas Benoit Mbala (19) Jordan Glynn (4) Cristian Cortés (5) | Reporte Pts Reb Asts | Estadísticas Ignacio Alessio (18) Dijon Thompson (9) Franco Balbi (7) | Pabellón: Gimnasio Nuevo León Unido Árbitros: Michael Weiland Daniel García Andreia Silva |  |

#### Grupo B
| Pos. | Equipo           | Pts | PJ | PG | PP | PF  | PC  | Dif  |
| ---- | ---------------- | --- | -- | -- | -- | --- | --- | ---- |
| 1.   | San Lorenzo      | 6   | 3  | 3  | 0  | 304 | 229 | 75   |
| 2.   | Mogi das Cruzes  | 5   | 3  | 2  | 1  | 288 | 256 | 32   |
| 3.   | Paulistano       | 4   | 3  | 1  | 2  | 262 | 256 | 6    |
| 4.   | Español de Talca | 3   | 3  | 0  | 3  | 202 | 315 | -113 |

|  | Clasificado a la siguiente fase del torneo. |

Los horarios correspondieron al huso horario de Talca, UTC –3:00.
| 26 de enero, 19:15 | Mogi das Cruzes                                                          | 96–101               | San Lorenzo                                                            | Talca, Chile                                                                              |  |
|                    | Parciales: 21-25, 20-22, 33-30, 22-24                                    |                      |                                                                        |                                                                                           |  |
|                    | Estadísticas Shamell Stallworth (29) Tyrone Curnell (7) Larry Taylor (3) | Reporte Pts Reb Asts | Estadísticas Darquavis Tucker (33) Marcos Mata (8) Nicolás Aguirre (8) | Pabellón: Gimnasio Regional de Talca Árbitros: Jorge Vázquez Jesed Díaz Alejandro Sánchez |  |

| 26 de enero, 21:30 | Español de Talca                                                       | 82–94                | Paulistano                                                            | Talca, Chile                                                                             |  |
|                    | Parciales: 27-16, 14-27, 15-24, 26-27                                  |                      |                                                                       |                                                                                          |  |
|                    | Estadísticas Albert Jackson (18) Andrew Adeleke (10) Ricardo Gómez (5) | Reporte Pts Reb Asts | Estadísticas Deryk Ramos (18) Edwandersson Carvalho (8) Elio Neto (6) | Pabellón: Gimnasio Regional de Talca Árbitros: Roberto Vázquez Julio Anaya Andrés Bartel |  |

| 27 de enero, 19:15 | Paulistano                                              | 86–87                | Mogi das Cruzes                                                      | Talca, Chile                                                                               |  |
|                    | Parciales: 25-18, 20-21, 18-20, 23-28                   |                      |                                                                      |                                                                                            |  |
|                    | Estadísticas Elio Neto (12) Elio Neto (7) Elio Neto (7) | Reporte Pts Reb Asts | Estadísticas Tyrone Curnell (21) Tyrone Curnell (9) Larry Taylor (5) | Pabellón: Gimnasio Regional de Talca Árbitros: Jorge Vázquez Andrés Bartel Roberto Vázquez |  |

| 27 de enero, 21:30 | San Lorenzo                                                      | 116–51               | Español de Talca                                                         | Talca, Chile                                                                            |  |
|                    | Parciales: 28-11, 31-11, 30-16, 27-13                            |                      |                                                                          |                                                                                         |  |
|                    | Estadísticas Marcos Mata (17) Javier Justiz (7) José Vildoza (7) | Reporte Pts Reb Asts | Estadísticas David González (10) Andrew Adeleke (11) Francisco Bravo (4) | Pabellón: Gimnasio Regional de Talca Árbitros: Alejandro Sánchez Julio Anaya Jesed Díaz |  |

| 28 de enero, 19:15 | Paulistano                                                            | 82–87                | San Lorenzo                                                         | Talca, Chile                                                                                   |  |
|                    | Parciales: 19-25, 30-23, 14-19, 19-20                                 |                      |                                                                     |                                                                                                |  |
|                    | Estadísticas Deryk Ramos (27) Jhonatan dos Santos (6) Deryk Ramos (4) | Reporte Pts Reb Asts | Estadísticas Gabriel Deck (23) Gabriel Deck (9) Nicolás Aguirre (7) | Pabellón: Gimnasio Regional de Talca Árbitros: Jorge Vázquez Alejandro Sánchez Roberto Vázquez |  |

| 28 de enero, 21:30 | Español de Talca                                                         | 69–105               | Mogi das Cruzes                                                      | Talca, Chile                                                                        |  |
|                    | Parciales: 21-29, 17-26, 14-24, 17-26                                    |                      |                                                                      |                                                                                     |  |
|                    | Estadísticas Javinger Vargas (13) Andrew Adeleke (14) David González (5) | Reporte Pts Reb Asts | Estadísticas Tyrone Curnell (19) Caio Torres (9) Vithor da Silva (5) | Pabellón: Gimnasio Regional de Talca Árbitros: Jesed Díaz Julio Anaya Andrés Bartel |  |

#### Grupo C
| Pos. | Equipo                | Pts | PJ | PG | PP | PF  | PC  | Dif |
| ---- | --------------------- | --- | -- | -- | -- | --- | --- | --- |
| 1.   | Regatas Corrientes    | 6   | 3  | 3  | 0  | 258 | 211 | 47  |
| 2.   | Estudiantes Concordia | 5   | 3  | 2  | 1  | 214 | 200 | 14  |
| 3.   | Leones de Ponce       | 4   | 3  | 1  | 2  | 228 | 240 | -12 |
| 4.   | Hebraica y Macabi     | 3   | 3  | 0  | 3  | 196 | 245 | -49 |

|  | Clasificado a la siguiente fase del torneo. |

Los horarios correspondieron al huso horario de Corrientes, UTC –3:00.
| 2 de febrero, 19:30 | Leones de Ponce                                                      | 66–81                | Estudiantes Concordia                                              | Corrientes, Argentina                                                                    |  |
|                     | Parciales: 12-25, 24-13, 15-24, 15-19                                |                      |                                                                    |                                                                                          |  |
|                     | Estadísticas Ángel Vassallo (15) Hakim Warrick (7) Carlos Rivera (6) | Reporte Pts Reb Asts | Estadísticas Clay Tucker (20) Jasiel Rivero (12) Anthony Smith (4) | Pabellón: Estadio José Jorge Contte Árbitros: Fabiano Huber Felipe Ibarra Carlos Peralta |  |

| 2 de febrero, 21:45 | Regatas Corrientes                                                     | 88–73                | Hebraica y Macabi                                                                     | Corrientes, Argentina                                                                                         |  |
|                     | Parciales: 25-14, 22-15, 19-21, 22-23                                  |                      |                                                                                       | |  |
|                     | Estadísticas Fabián Ramírez (18) Alexis Harris (9) Paolo Quinteros (7) | Reporte Pts Reb Asts | Estadísticas Leandro García Morales (32) Michael Hicks (9) Leandro García Morales (5) | Pabellón: Estadio José Jorge Contte Árbitros: Marcos Benito Omar Bermúdez Felipe Guillermo Valenzuela Barrera |  |

| 3 de febrero, 19:30 | Hebraica y Macabi                                                    | 69–86                | Leones de Ponce                                                          | Corrientes, Argentina                                                                                         |  |
|                     | Parciales: 10-21, 16-18, 20-21, 23-26                                |                      |                                                                          | |  |
|                     | Estadísticas Michael Hicks (21) Rashaun Freeman (7) Juan Zanotta (8) | Reporte Pts Reb Asts | Estadísticas Ángel Vassallo (20) Carlos Emory (7) Christopher Gastón (6) | Pabellón: Estadio José Jorge Contte Árbitros: Fabiano Huber Omar Bermúdez Felipe Guillermo Valenzuela Barrera |  |

| 3 de febrero, 21:45 | Estudiantes Concordia                                                | 62–80                | Regatas Corrientes                                                    | Corrientes, Argentina                                                                    |  |
|                     | Parciales: 14-18, 21-22, 11-22, 16-18                                |                      |                                                                       |                                                                                          |  |
|                     | Estadísticas Jasiel Rivero (17) Sebastián Uranga (6) Clay Tucker (6) | Reporte Pts Reb Asts | Estadísticas Paolo Quinteros (15) Javier Saiz (10) Santiago Vidal (3) | Pabellón: Estadio José Jorge Contte Árbitros: Marcos Benito Felipe Ibarra Carlos Peralta |  |

| 4 de febrero, 19:30 | Estudiantes Concordia                                                   | 71–54                | Hebraica y Macabi                                                              | Corrientes, Argentina                                                                                          |  |
|                     | Parciales: 18-18, 22-14, 19-10, 12-12                                   |                      |                                                                                | |  |
|                     | Estadísticas Anthony Smith (16) Sebastián Orresta (7) Anthony Smith (6) | Reporte Pts Reb Asts | Estadísticas Michael Hicks (13) Rashaun Freeman (5) Leandro García Morales (3) | Pabellón: Estadio José Jorge Contte Árbitros: Felipe Ibarra Carlos Peralta Felipe Guillermo Valenzuela Barrera |  |

| 4 de febrero, 21:45 | Regatas Corrientes                                                       | 90–76                | Leones de Ponce                                                                 | Corrientes, Argentina                                                                   |  |
|                     | Parciales: 16-22, 21-20, 30-22, 23-12                                    |                      |                                                                                 |                                                                                         |  |
|                     | Estadísticas Paolo Quinteros (20) Fabián Ramírez (5) Santiago Vidal (10) | Reporte Pts Reb Asts | Estadísticas Ángel Vassallo (15) Christopher Gastón (10) Miguel Alí Berdiel (3) | Pabellón: Estadio José Jorge Contte Árbitros: Marcos Benito Omar Bermúdez Fabiano Huber |  |

#### Grupo D
| Pos. | Equipo                | Pts | PJ | PG | PP | PF  | PC  | Dif |
| ---- | --------------------- | --- | -- | -- | -- | --- | --- | --- |
| 1.   | Guaros de Lara        | 6   | 3  | 3  | 0  | 275 | 231 | 44  |
| 2.   | Bauru                 | 5   | 3  | 2  | 1  | 245 | 210 | 35  |
| 3.   | Correcaminos de Colón | 4   | 3  | 1  | 2  | 199 | 236 | -37 |
| 4.   | San Salvador BC       | 3   | 3  | 0  | 3  | 214 | 256 | -42 |

|  | Clasificado a la siguiente fase del torneo. |

Los horarios correspondieron al huso horario de Bauru, UTC –2:00.
| 9 de febrero, 18:00 | Correcaminos de Colón                                                       | 70–88                | Guaros de Lara                                                                   | Bauru, Brasil                                                                                  |  |
|                     | Parciales: 18-27, 15-19, 15-19, 22-23                                       |                      |                                                                                  |                                                                                                |  |
|                     | Estadísticas Terrence Shannon (26) Terrence Shannon (16) Trevor Gaskins (2) | Reporte Pts Reb Asts | Estadísticas Néstor Colmenares (18) Néstor Colmenares (12) Heissler Guillent (6) | Pabellón: Ginásio Panela de Pressão Árbitros: Roberto Vázquez Carlos Peralta Alejandro Sánchez |  |

| 9 de febrero, 20:15 | Bauru                                                                             | 83–67                | San Salvador BC                                                            | Bauru, Brasil                                                                                       |  |
|                     | Parciales: 17-14, 24-16, 19-24, 23-13                                             |                      |                                                                            | |  |
|                     | Estadísticas Osvaldas Matulionis (16) Osvaldas Matulionis (8) Eduardo Machado (5) | Reporte Pts Reb Asts | Estadísticas Raymond Cintrón (24) Dominic Woodson (9) Roberto Martínez (5) | Pabellón: Ginásio Panela de Pressão Árbitros: Leandro Lezcano Omar Bermúdez Leonardo Damián Zalazar |  |

| 10 de febrero, 18:00 | Guaros de Lara                                                      | 94–73                | San Salvador BC                                                         | Bauru, Brasil                                                                                  |  |
|                      | Parciales: 23-17, 25-23, 28-14, 18-19                               |                      |                                                                         |                                                                                                |  |
|                      | Estadísticas Hervé Touré (19) Gregory Echenique (7) José Vargas (6) | Reporte Pts Reb Asts | Estadísticas Roberto Martínez (23) Dominic Woodson (8) Julio Mancía (4) | Pabellón: Ginásio Panela de Pressão Árbitros: Leandro Lezcano Carlos Peralta Alejandro Sánchez |  |

| 10 de febrero, 20:15 | Correcaminos de Colón                                                    | 50–74                | Bauru                                                                    | Bauru, Brasil                                                                                       |  |
|                      | Parciales: 7-14, 19-12, 6-25, 18-23                                      |                      |                                                                          | |  |
|                      | Estadísticas Terrence Shannon (14) Josimar Ayarza (5) Trevor Gaskins (5) | Reporte Pts Reb Asts | Estadísticas Kendall Anthony (21) Shilton Santos (7) Kendall Anthony (5) | Pabellón: Ginásio Panela de Pressão Árbitros: Roberto Vázquez Omar Bermúdez Leonardo Damián Zalazar |  |

| 11 de febrero, 18:00 | San Salvador BC                                                               | 74–79                | Correcaminos de Colón                                                   | Bauru, Brasil                                                                                      |  |
|                      | Parciales: 17-19, 21-21, 19-19, 17-20                                         |                      |                                                                         | |  |
|                      | Estadísticas Raymond Cintrón (19) Michael Rostampour (10) Raymond Cintrón (4) | Reporte Pts Reb Asts | Estadísticas Scott Rodgers (22) Terrence Shannon (8) Trevor Gaskins (7) | Pabellón: Ginásio Panela de Pressão Árbitros: Leonardo Damián Zalazar Omar Bermúdez Carlos Peralta |  |

| 11 de febrero, 20:15 | Bauru                                                                 | 88–93                | Guaros de Lara                                                              | Bauru, Brasil                                                                                   |  |
|                      | Parciales: 22-25, 18-24, 23-20, 25-24                                 |                      |                                                                             |                                                                                                 |  |
|                      | Estadísticas Renan Lenz (21) Michael Uchendu (11) Kendall Anthony (4) | Reporte Pts Reb Asts | Estadísticas Diego García (19) Néstor Colmenares (11) Néstor Colmenares (6) | Pabellón: Ginásio Panela de Pressão Árbitros: Roberto Vázquez Leandro Lezcano Alejandro Sánchez |  |

## Semifinales
El Grupo E (Semifinal #1), se disputó del 2 al 4 de marzo en el Polideportivo Roberto Pando de Buenos Aires, Argentina, sede del Club Atlético San Lorenzo de Almagro; mientras que el Grupo F (Semifinal #2), se disputó del 9 al 11 de marzo en el Estadio José Jorge Contte del Club de Regatas Corrientes.

### Grupos
| Grupo E                   | Grupo F               |
| ------------------------- | --------------------- |
| Ferro Carril Oeste        | Bauru                 |
| Fuerza Regia de Monterrey | Estudiantes Concordia |
| Mogi das Cruzes           | Guaros de Lara        |
| San Lorenzo               | Regatas Corrientes    |

#### Grupo E
| Pos. | Equipo                    | Pts | PJ | PG | PP | PF  | PC  | Dif |
| ---- | ------------------------- | --- | -- | -- | -- | --- | --- | --- |
| 1.   | San Lorenzo               | 6   | 3  | 3  | 0  | 224 | 188 | 36  |
| 2.   | Mogi das Cruzes           | 5   | 3  | 2  | 1  | 213 | 205 | 8   |
| 3.   | Ferro Carril Oeste        | 4   | 3  | 1  | 2  | 213 | 217 | -4  |
| 4.   | Fuerza Regia de Monterrey | 3   | 3  | 0  | 3  | 198 | 238 | -40 |

|  | Clasificado al Final Four. |

Los horarios correspondieron al huso horario de Buenos Aires, UTC –3:00.
| 2 de marzo, 19:15 | Ferro Carril Oeste                                                | 68–74                | Mogi das Cruzes                                                            | Buenos Aires, Argentina                                                                  |  |
|                   | Parciales: 20-23, 13-18, 17-19, 18-14                             |                      |                                                                            |                                                                                          |  |
|                   | Estadísticas Franco Balbi (19) Evan Smotrycz (9) Franco Balbi (4) | Reporte Pts Reb Asts | Estadísticas Shamell Stallworth (18) Tyrone Curnell (9) Tyrone Curnell (4) | Pabellón: Polideportivo Roberto Pando Árbitros: Daniel García Julio Anaya Carlos Peralta |  |

| 2 de marzo, 21:30 | San Lorenzo                                                       | 83–59                | Fuerza Regia de Monterrey                                          | Buenos Aires, Argentina                                                                                               |  |
|                   | Parciales: 21-24, 14-8, 29-14, 19-13                              |                      |                                                                    | |  |
|                   | Estadísticas Marcos Mata (24) Marcos Mata (9) Nicolás Aguirre (6) | Reporte Pts Reb Asts | Estadísticas Denis Clemente (13) Juan Toscano (6) Juan Toscano (3) | Pabellón: Polideportivo Roberto Pando Árbitros: Roberto Vázquez Gonzalo Salgueiro Felipe Guillermo Valenzuela Barrera |  |

| 3 de marzo, 19:15 | Fuerza Regia de Monterrey                                                   | 70–80                | Ferro Carril Oeste                                                  | Buenos Aires, Argentina                                                                                             |  |
|                   | Parciales: 13-27, 17-21, 10-20, 30-12                                       |                      |                                                                     | |  |
|                   | Estadísticas Karim Rodríguez (16) Alexander Oriakhi (6) Cristian Cortés (3) | Reporte Pts Reb Asts | Estadísticas Franco Balbi (19) Ignacio Alessio (8) Franco Balbi (5) | Pabellón: Polideportivo Roberto Pando Árbitros: Daniel García Gonzalo Salgueiro Felipe Guillermo Valenzuela Barrera |  |

| 3 de marzo, 21:30 | Mogi das Cruzes                                                      | 64–68                | San Lorenzo                                                                | Buenos Aires, Argentina                                                                    |  |
|                   | Parciales: 6-10, 17-21, 25-17, 16-20                                 |                      |                                                                            |                                                                                            |  |
|                   | Estadísticas Tyrone Curnell (25) Tyrone Curnell (9) Larry Taylor (6) | Reporte Pts Reb Asts | Estadísticas Nicolás Aguirre (12) Mathías Calfani (11) Nicolás Aguirre (9) | Pabellón: Polideportivo Roberto Pando Árbitros: Roberto Vázquez Julio Anaya Carlos Peralta |  |

| 4 de marzo, 19:15 | Mogi das Cruzes                                                        | 75–69                | Fuerza Regia de Monterrey                                             | Buenos Aires, Argentina                                                                      |  |
|                   | Parciales: 23-15, 20-18, 19-20, 13-16                                  |                      |                                                                       |                                                                                              |  |
|                   | Estadísticas Shamell Stallworth (20) Caio Torres (11) Larry Taylor (8) | Reporte Pts Reb Asts | Estadísticas Jordan Glynn (23) Alexander Oriakhi (9) Juan Toscano (6) | Pabellón: Polideportivo Roberto Pando Árbitros: Julio Anaya Carlos Peralta Gonzalo Salgueiro |  |

| 4 de marzo, 21:30 | Ferro Carril Oeste                                               | 65–73                | San Lorenzo                                                        | Buenos Aires, Argentina                                                                                           |  |
|                   | Parciales: 15-18, 15-12, 15-24, 20-19                            |                      |                                                                    | |  |
|                   | Estadísticas Franco Balbi (20) Franco Balbi (7) Franco Balbi (6) | Reporte Pts Reb Asts | Estadísticas Gabriel Deck (26) Marcos Mata (8) Nicolás Aguirre (8) | Pabellón: Polideportivo Roberto Pando Árbitros: Roberto Vázquez Daniel García Felipe Guillermo Valenzuela Barrera |  |

#### Grupo F
| Pos. | Equipo                | Pts | PJ | PG | PP | PF  | PC  | Dif |
| ---- | --------------------- | --- | -- | -- | -- | --- | --- | --- |
| 1.   | Regatas Corrientes    | 5   | 3  | 2  | 1  | 251 | 224 | 27  |
| 2.   | Estudiantes Concordia | 5   | 3  | 2  | 1  | 232 | 252 | -20 |
| 3.   | Bauru                 | 4   | 3  | 1  | 2  | 253 | 262 | -9  |
| 4.   | Guaros de Lara        | 4   | 3  | 1  | 2  | 229 | 227 | 2   |

|  | Clasificado al Final Four. |

Los horarios correspondieron al huso horario de Corrientes, UTC –3:00.
| 9 de marzo, 19:15 | Guaros de Lara                                                               | 73–78                | Estudiantes Concordia                                                  | Corrientes, Argentina                                                                     |  |
|                   | Parciales: 16-23, 15-14, 22-16, 20-25                                        |                      |                                                                        |                                                                                           |  |
|                   | Estadísticas Luis Bethelmy (19) Néstor Colmenares (14) Heissler Guillent (5) | Reporte Pts Reb Asts | Estadísticas Anthony Smith (21) Anthony Smith (12) Leandro Vildoza (6) | Pabellón: Estadio José Jorge Contte Árbitros: Jorge Vázquez Julio Anaya Alejandro Sánchez |  |

| 9 de marzo, 21:30 | Regatas Corrientes                                                      | 92–84                | Bauru                                                        | Corrientes, Argentina                                                                     |  |
|                   | Parciales: 22-17, 19-15, 28-19, 23-33                                   |                      |                                                              |                                                                                           |  |
|                   | Estadísticas Paolo Quinteros (26) Brandon Thomas (7) Santiago Vidal (7) | Reporte Pts Reb Asts | Estadísticas Alex Garcia (21) Renan Lenz (8) Alex Garcia (5) | Pabellón: Estadio José Jorge Contte Árbitros: Roberto Vázquez Andrés Bartel Felipe Ibarra |  |

| 10 de marzo, 19:15 | Bauru                                                                 | 81–77                | Guaros de Lara                                                              | Corrientes, Argentina                                      |  |
|                    | Parciales: 21-22, 21-19, 14-14, 25-22                                 |                      |                                                                             |                                                            |  |
|                    | Estadísticas Rafael Hettsheimeir (24) Alex Garcia (8) Alex Garcia (8) | Reporte Pts Reb Asts | Estadísticas Heissler Guillent (21) Luis Bethelmy (8) Heissler Guillent (4) | Pabellón: Estadio José Jorge Contte Árbitros: No reportado |  |

| 10 de marzo, 21:30 | Estudiantes Concordia                                                   | 61–91                | Regatas Corrientes                                                      | Corrientes, Argentina                                      |  |
|                    | Parciales: 18-18, 19-28, 8-24, 16-21                                    |                      |                                                                         |                                                            |  |
|                    | Estadísticas Mateo Bolívar (9) Emilio Domínguez (7) Leandro Vildoza (4) | Reporte Pts Reb Asts | Estadísticas Fabián Ramírez (14) Fabián Ramírez (8) Paolo Quinteros (7) | Pabellón: Estadio José Jorge Contte Árbitros: No reportado |  |

| 11 de marzo, 19:15 | Bauru                                                                             | 88–93                | Estudiantes Concordia                                                 | Corrientes, Argentina                                                                         |  |
|                    | Parciales: 25-15, 22-19, 15-31, 26-28                                             |                      |                                                                       |                                                                                               |  |
|                    | Estadísticas Rafael Hettsheimeir (20) Rafael Hettsheimeir (7) Kendall Anthony (6) | Reporte Pts Reb Asts | Estadísticas Anthony Smith (27) Sebastián Orresta (7) Clay Tucker (7) | Pabellón: Estadio José Jorge Contte Árbitros: Jorge Vázquez Alejandro Sánchez Roberto Vázquez |  |

| 11 de marzo, 21:30 | Regatas Corrientes                                             | 68–79                | Guaros de Lara                                                               | Corrientes, Argentina                                                                 |  |
|                    | Parciales: 19-24, 20-15, 19-22, 10-18                          |                      |                                                                              |                                                                                       |  |
|                    | Estadísticas Juan Arengo (14) Erik Thomas (10) Juan Arengo (5) | Reporte Pts Reb Asts | Estadísticas Gregory Echenique (31) Luis Bethelmy (10) Néstor Colmenares (4) | Pabellón: Estadio José Jorge Contte Árbitros: Andrés Bartel Julio Anaya Felipe Ibarra |  |

## Final Four
Esta etapa final concentró a los dos mejores de los 2 cuadrangulares que integraron la fase semifinal de esta edición del torneo. La sede donde se llevó a cabo fue el Polideportivo Roberto Pando de Buenos Aires, Argentina, sede del Club Atlético San Lorenzo de Almagro los días 24 y 25 de marzo.
El campeón de esta edición fue el Club Atlético San Lorenzo de Almagro de Argentina, que ganó sus dos partidos. El primero ante Estudiantes Concordia de Argentina, y el segundo al Mogi das Cruzes de Brasil por la definición del título.
El MVP del Final Four fue Gabriel Deck, de San Lorenzo, quien en el cotejo final ante Mogi das Cruzes convirtió 22 puntos, tomó 10 rebotes y dio 2 asistencias.
|  | Semifinales           | Semifinales           | Semifinales     |                 |             | Final                 | Final                 | Final        |  |
|  |                       |                       |                 |                 |             |                       |                       |              |  |
|  |                       |                       |                 |                 |             |                       |                       |              |  |
|  | San Lorenzo           | San Lorenzo           | 101             |                 |             |                       |                       |              |  |
|  | San Lorenzo           | San Lorenzo           | 101             |                 |             |                       |                       |              |  |
|  | Estudiantes Concordia | Estudiantes Concordia | 78              |                 |             |                       |                       |              |  |
|  | Estudiantes Concordia | Estudiantes Concordia | 78              |                 | San Lorenzo | San Lorenzo           | 79                    |              |  |
|  |                       |                       |                 |                 | San Lorenzo | San Lorenzo           | 79                    |              |  |
|  |                       |                       | Mogi das Cruzes | Mogi das Cruzes | 71          |                       |                       |              |  |
|  | Mogi das Cruzes       | Mogi das Cruzes       | Mogi das Cruzes | Mogi das Cruzes | 71          | 78                    |                       |              |  |
|  | Mogi das Cruzes       | Mogi das Cruzes       |                 |                 |             | 78                    |                       |              |  |
|  | Regatas Corrientes    | Regatas Corrientes    | 74              |                 |             | Tercer lugar          | Tercer lugar          | Tercer lugar |  |
|  | Regatas Corrientes    | Regatas Corrientes    | 74              |                 |             | Tercer lugar          | Tercer lugar          | Tercer lugar |  |
|  |                       |                       |                 |                 |             |                       |                       |              |  |
|  |                       |                       |                 |                 |             | Estudiantes Concordia | Estudiantes Concordia | 59           |  |
|  |                       |                       |                 |                 |             | Estudiantes Concordia | Estudiantes Concordia | 59           |  |
|  |                       |                       |                 |                 |             | Regatas Corrientes    | Regatas Corrientes    | 60           |  |
|  |                       |                       |                 |                 |             | Regatas Corrientes    | Regatas Corrientes    | 60           |  |
|  |                       |                       |                 |                 |             |                       |                       |              |  |

### Semifinales
Los horarios correspondieron al huso horario de Buenos Aires, UTC -3:00.
| 24 de marzo, 19:10 | Mogi das Cruzes                                                           | 78–74                | Regatas Corrientes                                                      | Buenos Aires, Argentina                                                                     |  |
|                    | Parciales: 14-21, 28-14, 18-15, 18-24                                     |                      |                                                                         |                                                                                             |  |
|                    | Estadísticas Shamell Stallworth (19) Tyrone Curnell (11) Larry Taylor (9) | Reporte Pts Reb Asts | Estadísticas Brandon Thomas (17) Chevon Troutman (7) Santiago Vidal (8) | Pabellón: Polideportivo Roberto Pando Árbitros: Jorge Vázquez Alejandro Sánchez Julio Anaya |  |

| 24 de marzo, 21:30 | San Lorenzo                                                            | 101–78               | Estudiantes Concordia                                              | Buenos Aires, Argentina                                                                       |  |
|                    | Parciales: 24-18, 18-18, 32-20, 27-22                                  |                      |                                                                    |                                                                                               |  |
|                    | Estadísticas Gabriel Deck (30) Nicolás Aguirre (7) Nicolás Aguirre (7) | Reporte Pts Reb Asts | Estadísticas Anthony Smith (16) David Doblas (6) Anthony Smith (4) | Pabellón: Polideportivo Roberto Pando Árbitros: Roberto Vázquez Leandro Lezcano Andrés Bartel |  |

### Definición del tercer lugar
Los horarios correspondieron al huso horario de Buenos Aires, UTC -3:00.
| 25 de marzo, 19:10 | Estudiantes Concordia                                              | 59–60                | Regatas Corrientes                                               | Buenos Aires, Argentina                                                                   |  |
|                    | Parciales: 11-10, 9-15, 24-20, 15-15                               |                      |                                                                  |                                                                                           |  |
|                    | Estadísticas Anthony Smith (16) Anthony Smith (11) Clay Tucker (4) | Reporte Pts Reb Asts | Estadísticas Alexis Harris (18) Javier Saiz (11) Juan Arengo (7) | Pabellón: Polideportivo Roberto Pando Árbitros: Leandro Lezcano Julio Anaya Andrés Bartel |  |

### Final
Los horarios correspondieron al huso horario de Buenos Aires, UTC -3:00.
| 25 de marzo, 21:30 | San Lorenzo                                                          | 79–71                | Mogi das Cruzes                                                      | Buenos Aires, Argentina                                                                         |  |
|                    | Parciales: 20-25, 20-13, 19-12, 20-21                                |                      |                                                                      |                                                                                                 |  |
|                    | Estadísticas Gabriel Deck (22) Gabriel Deck (10) Nicolás Aguirre (9) | Reporte Pts Reb Asts | Estadísticas Tyrone Curnell (22) Tyrone Curnell (5) Larry Taylor (5) | Pabellón: Polideportivo Roberto Pando Árbitros: Jorge Vázquez Roberto Vázquez Alejandro Sánchez |  |

San Lorenzo

Campeón

Primer título

## Líderes individuales
A continuación se muestran los líderes individuales de la Liga de las Américas 2018:
| Categoría         | Jugador         | Equipo                | Media | Partidos | Total |
| ----------------- | --------------- | --------------------- | ----- | -------- | ----- |
| Puntos            | Gabriel Deck    | San Lorenzo           | 19.1  | 8        | 153   |
| Rebotes           | Tyrone Curnell  | Mogi das Cruzes       | 8.1   | 8        | 65    |
| Asistencias       | Nicolás Aguirre | San Lorenzo           | 7.5   | 8        | 60    |
| Tapones           | Javier Justiz   | San Lorenzo           | 1.0   | 8        | 8     |
| Robos             | Clay Tucker     | Estudiantes Concordia | 1.8   | 8        | 14    |
| % de tiros libres | Kendall Anthony | Bauru                 | 92.6% | 6        | 25/27 |
| % de tiros de 3   | Kendall Anthony | Bauru                 | 69.2% | 6        | 9/13  |
| Tiros libres      | Gabriel Deck    | San Lorenzo           | 5.8   | 8        | 46    |
| Tiros de 3        | Clay Tucker     | Estudiantes Concordia | 2.9   | 8        | 23    |

## Quinteto ideal
A continuación se muestra al quinteto ideal de la Liga de las Américas 2018 .
| Posición  | Jugador         | Equipo             |
| --------- | --------------- | ------------------ |
| Base      | Aguirre         | San Lorenzo        |
| Escolta   | Paolo Quinteros | Regatas Corrientes |
| Alero     | Gabriel Deck    | San Lorenzo        |
| Ala-pívot | Tyrone Curnell  | Mogi das Cruzes    |
| Pívot     | David Doblas    | Estudiantes        |